# Apollo Peak
Apollo Peak är en bergstopp i Antarktis. Den ligger i Östantarktis. Nya Zeeland gör anspråk på området. Toppen på Apollo Peak är 1 900 meter över havet, eller 243 meter över den omgivande terrängen. Bredden vid basen är 1,1 km.
Terrängen runt Apollo Peak är bergig åt nordost, men åt sydväst är den kuperad. Trakten är obefolkad. Det finns inga samhällen i närheten.